# Камінь (стоянка римського легіону IV-V століття)
Римські легіонери на території Хмельниччини: історична пам'ятка Камінь у селі Щиборівка Хмельницької області
Римська імперія, заснована у III столітті до н. е., відома своїм величним військовим маштабом та ефективністю своїх легіонів. Під час свого розквіту римляни виступали на території багатьох сучасних країн, включаючи і сучасну Україну. Однією з історичних пам'яток, пов'язаних з присутністю римських легіонерів на території Хмельниччини, є кам'яна археологічна пам'ятка у селі Щиборівка. На території Хмельниччини, як і на багатьох інших територіях колишньої Римської імперії, діяли римські військові частини, зокрема легіони. Проте, важливо зауважити, що римська присутність на теренах сучасної Хмельниччини була обмежена і переважно пов'язана з військовими походами та оборонними заходами, а не з постійною наявністю римських військ на цій території.

## Історія
У селі Щиборівка, що розташоване на території Хмельниччини, відкрито археологічну пам'ятку виготовлену з каменю, яка може бути пов'язана з римською присутністю в регіоні. Ця пам'ятка скоріше за все відображає ремонтні роботи, що можуть бути пов'язані з діяльністю римських легіонерів у цьому районі.

## Археологічні відкриття
Знахідка складається з кам'яного блоку з наявними слідами обробки та вибою. За припущенням дослідників, цей камінь міг бути частиною будівельних робіт, здійснених римськими легіонерами або слугами в їхньому оточенні. Археологічні експерти датують цю знахідку до періоду ранньої або середньої імперії, що підтверджує можливу присутність римлян у регіоні.

## Культурний контекст
Присутність римських легіонерів на території Хмельниччини є важливим аспектом історії регіону, що свідчить про широкий вплив римської цивілізації на території сучасної України. Дослідження таких археологічних пам'яток допомагає розкрити деталі військових та цивільних аспектів римської присутності, а також розуміння взаємодії між римською імперією та місцевими народами.

## Заключення
Пам'ятка каменю у селі Щиборівка на території Хмельниччини є важливим свідченням про присутність римських легіонерів у цьому регіоні. Дослідження таких археологічних об'єктів допомагає розкрити історичні аспекти римської присутності в Україні та її вплив на культурний та соціальний розвиток регіону.